# 鵜原駅
鵜原駅（うばらえき）は、千葉県勝浦市鵜原にある、東日本旅客鉄道（JR東日本）外房線の駅である。
本項では、当駅舎内に設置されている鵜原駅郵便局についても記述する。

## 歴史
- 1927年（昭和2年）4月1日：鉄道省の駅として開設[2]。
- 1961年（昭和36年）11月1日：貨物取扱廃止[3]。
- 1972年（昭和47年）8月21日：荷物扱い廃止[4]。無人化[5]。
- 1987年（昭和62年）4月1日：国鉄分割民営化に伴い、東日本旅客鉄道（JR東日本）の駅となる[2]。
- 1988年（昭和63年）7月：ホーム上にログハウス風の待合室が設置される[6][7]。
- 2009年（平成21年）3月14日：ICカード「Suica」の利用が可能となる[8]。東京近郊区間に組込まれる[8]。
- 2017年（平成29年）2月：簡易委託解除、再度無人化。
- 2025年（令和7年）
  - 4月：1番線を廃止、棒線化。
  - 6月16日：JR東日本と日本郵便との連携協定に基づき、本駅敷地内に鵜原駅郵便局を開局し、同局が駅の窓口業務を受託（後述）[1][9]。

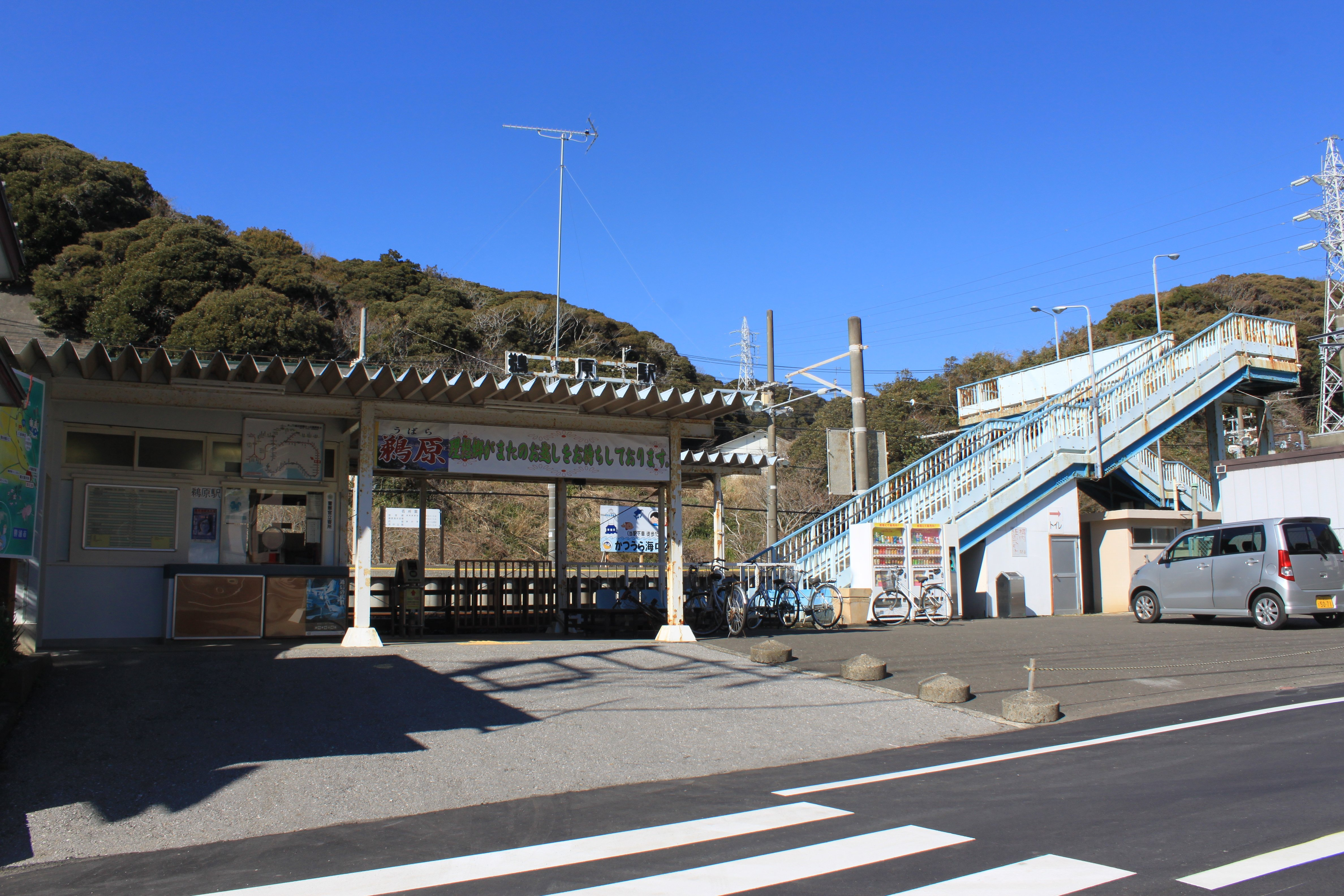
旧駅舎（2012年2月）
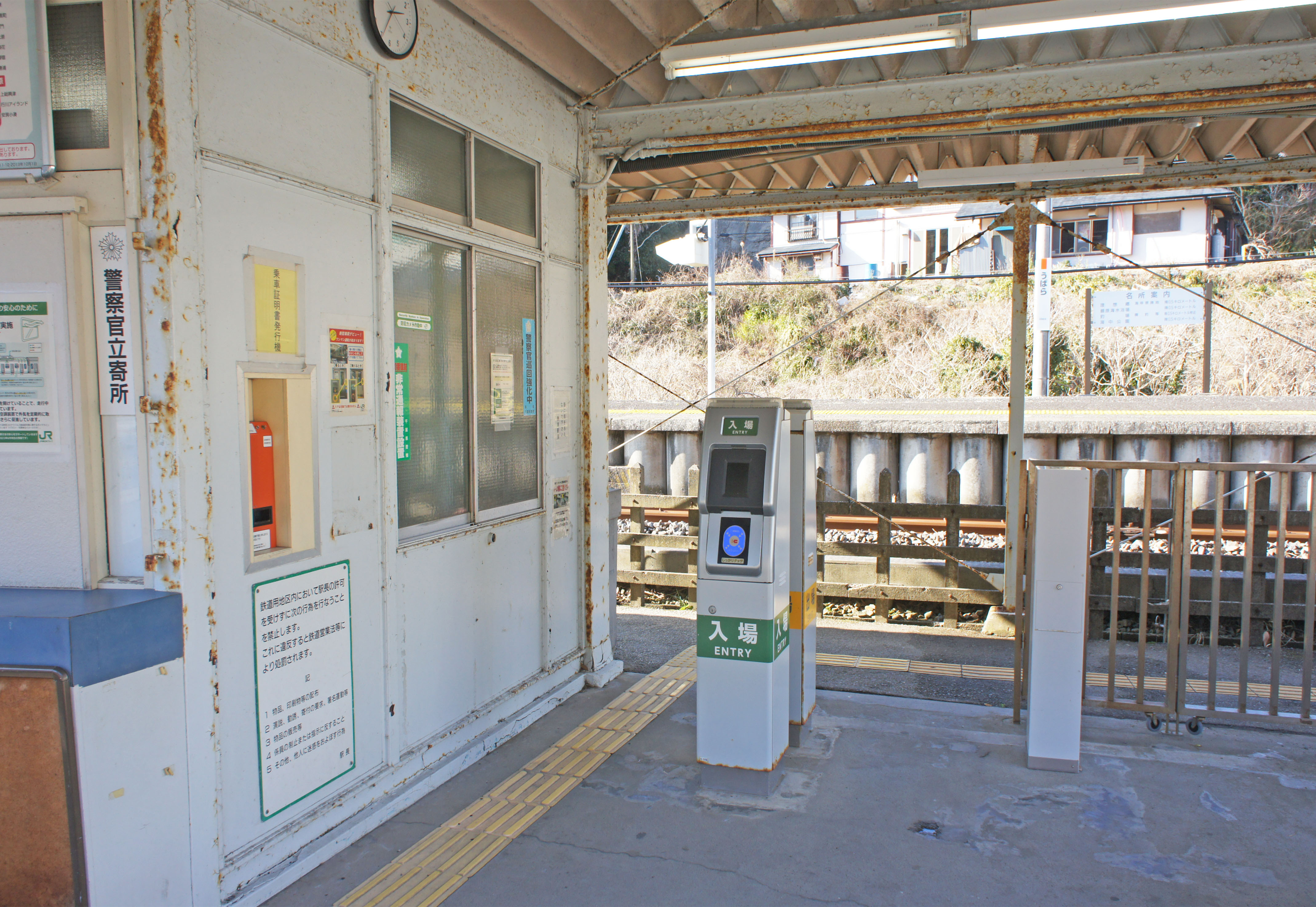
旧改札口（2022年2月）

## 駅構造
単式ホーム1面1線を有する地上駅。ホームは嵩上げされていない。駅舎とホームは跨線橋で連絡している。ホーム上にログハウス風の待合室がある。
国鉄末期の合理化で無人駅化が実施されたが、余剰人員対策による特別改札の常態化を経て、1990年度から簡易委託駅となっていたが、2017年2月限りで有人窓口の営業が終了し、再度無人駅化された。2025年（令和7年）6月16日より、日本郵便が業務を受託する業務委託駅となり、平日の郵便局貯金・保険窓口営業時間中には精算・案内業務を郵便局員が行なう。
トイレは改札外の跨線橋下に設置されており、男女共用の簡易水洗式である。かつては改札内に汲取り式の男女共用トイレが設置されていたが、現在は閉鎖されている。
Suicaチャージ機、簡易Suica改札機が設置されているが、自動券売機は設置されていない。2010年（平成22年）2月10日より外房線PRC型自動放送が導入された。

### のりば
| 番線 | 路線    | 方向 | 行先           |
| ---- | ------- | ---- | -------------- |
| 2    | ■外房線 | 下り | 安房鴨川方面   |
| 2    | ■外房線 | 上り | 勝浦・大網方面 |

（出典：JR東日本:駅構内図）
- ホームは10両編成までに対応する。

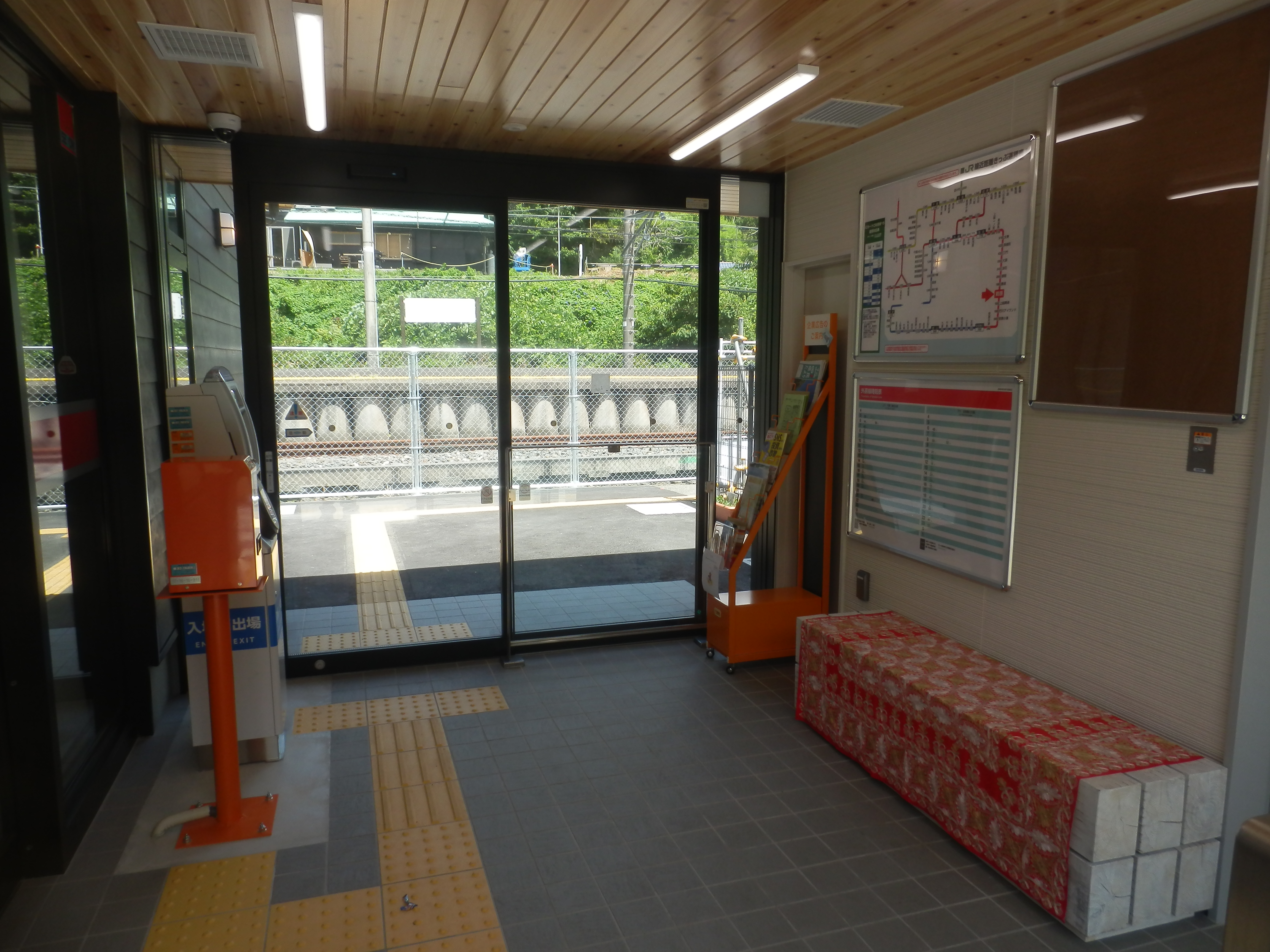
改札（2025年7月）
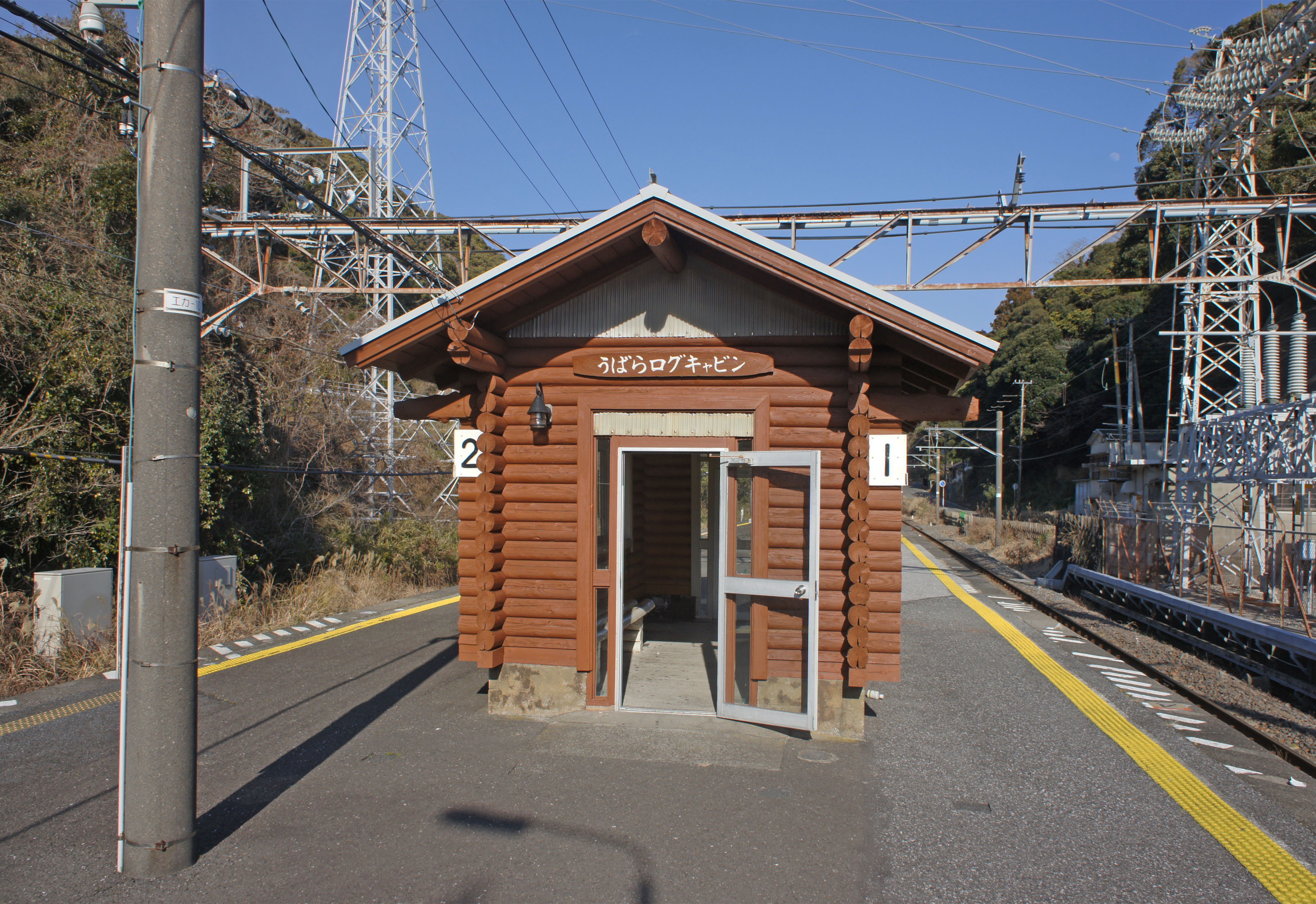
待合所（2022年2月）
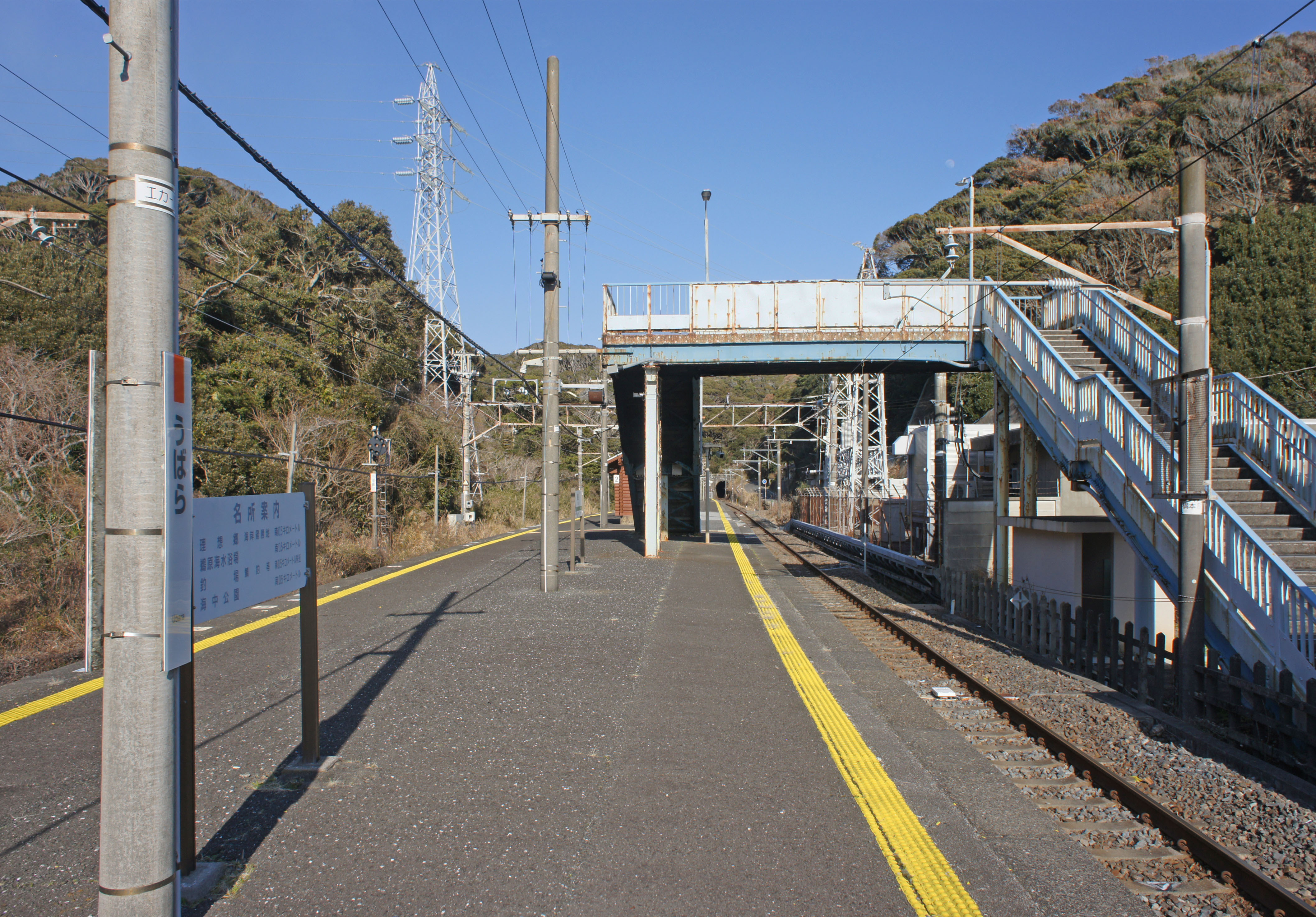
駅ホーム（2022年2月）

## 利用状況
2015年（平成27年）度の1日平均乗車人員は84人である。
JR東日本および千葉県統計年鑑によると、近年の1日平均乗車人員の推移は以下の通り。
| 年度               | 1日平均 乗車人員 | 出典     |
| ------------------ | ---------------- | -------- |
| 1990年（平成02年） | 259              | [ * 1 ]  |
| 1991年（平成03年） | 240              | [ * 2 ]  |
| 1992年（平成04年） | 231              | [ * 3 ]  |
| 1993年（平成05年） | 220              | [ * 4 ]  |
| 1994年（平成06年） | 213              | [ * 5 ]  |
| 1995年（平成07年） | 190              | [ * 6 ]  |
| 1996年（平成08年） | 187              | [ * 7 ]  |
| 1997年（平成09年） | 181              | [ * 8 ]  |
| 1998年（平成10年） | 155              | [ * 9 ]  |
| 1999年（平成11年） | 159              | [ * 10 ] |
| 2000年（平成12年） | 159              | [ * 11 ] |
| 2001年（平成13年） | 155              | [ * 12 ] |
| 2002年（平成14年） | 142              | [ * 13 ] |
| 2003年（平成15年） | 128              | [ * 14 ] |
| 2004年（平成16年） | 137              | [ * 15 ] |
| 2005年（平成17年） | 130              | [ * 16 ] |
| 2006年（平成18年） | 119              | [ * 17 ] |
| 2007年（平成19年） | 105              | [ * 18 ] |
| 2008年（平成20年） | 104              | [ * 19 ] |
| 2009年（平成21年） | 108              | [ * 20 ] |
| 2010年（平成22年） | 97               | [ * 21 ] |
| 2011年（平成23年） | 80               | [ * 22 ] |
| 2012年（平成24年） | 82               | [ * 23 ] |
| 2013年（平成25年） | 82               | [ * 24 ] |
| 2014年（平成26年） | 85               | [ * 25 ] |
| 2015年（平成27年） | 84               | [ * 26 ] |

## 駅周辺
駅は山間部の小さな谷に位置する。駅前には勝浦鵜原郵便局があり、鵜原海水浴場方面へ200m程行くと宿泊施設（民宿等）や土産物店が点在する。勝浦海中公園へは、駅から鵜原海水浴場方面へ150m程行ったところで左折する。
- 国道128号
- 勝浦湾
- 尾名浦海岸
- 鵜原理想郷（明神岬）
- 鵜原漁港
- 鵜原海水浴場
- 勝浦海中公園
- 千葉県立中央博物館分館 海の博物館
- 勝浦市立郁文小学校
- 至楽荘
- 勝浦鵜原郵便局
- 新勝浦市漁業協同組合 勝浦ダイビングリゾート
- かんぽの宿勝浦
- 東急ハーヴェストクラブ勝浦
- 勝浦東急ゴルフコース
- SGT美術館
- 小湊鉄道「鵜原駅前」停留所

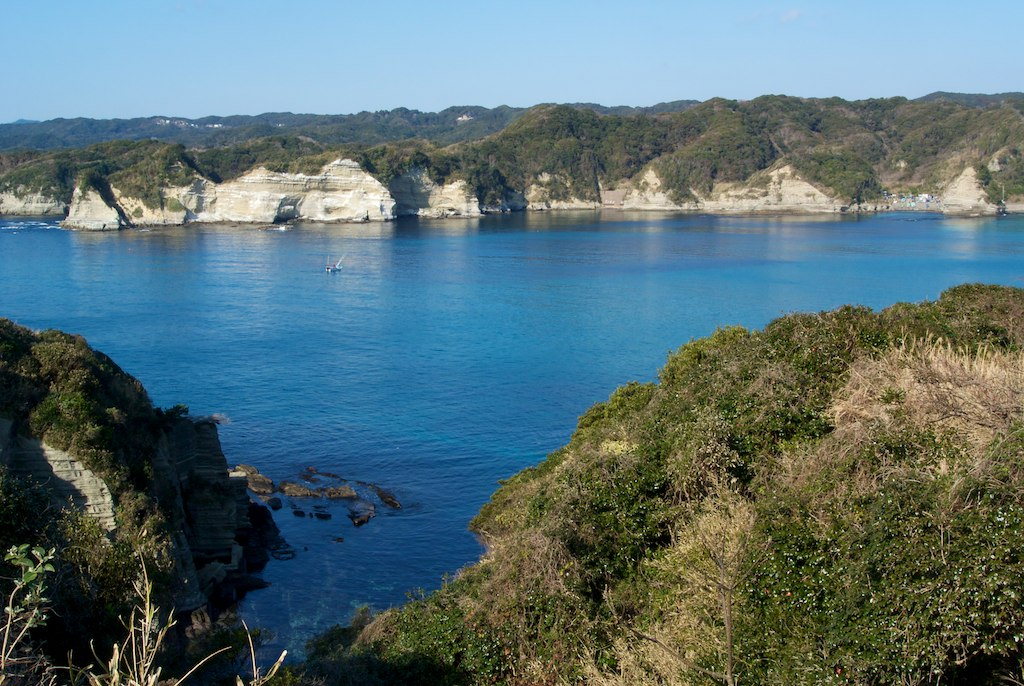
鵜原理想郷
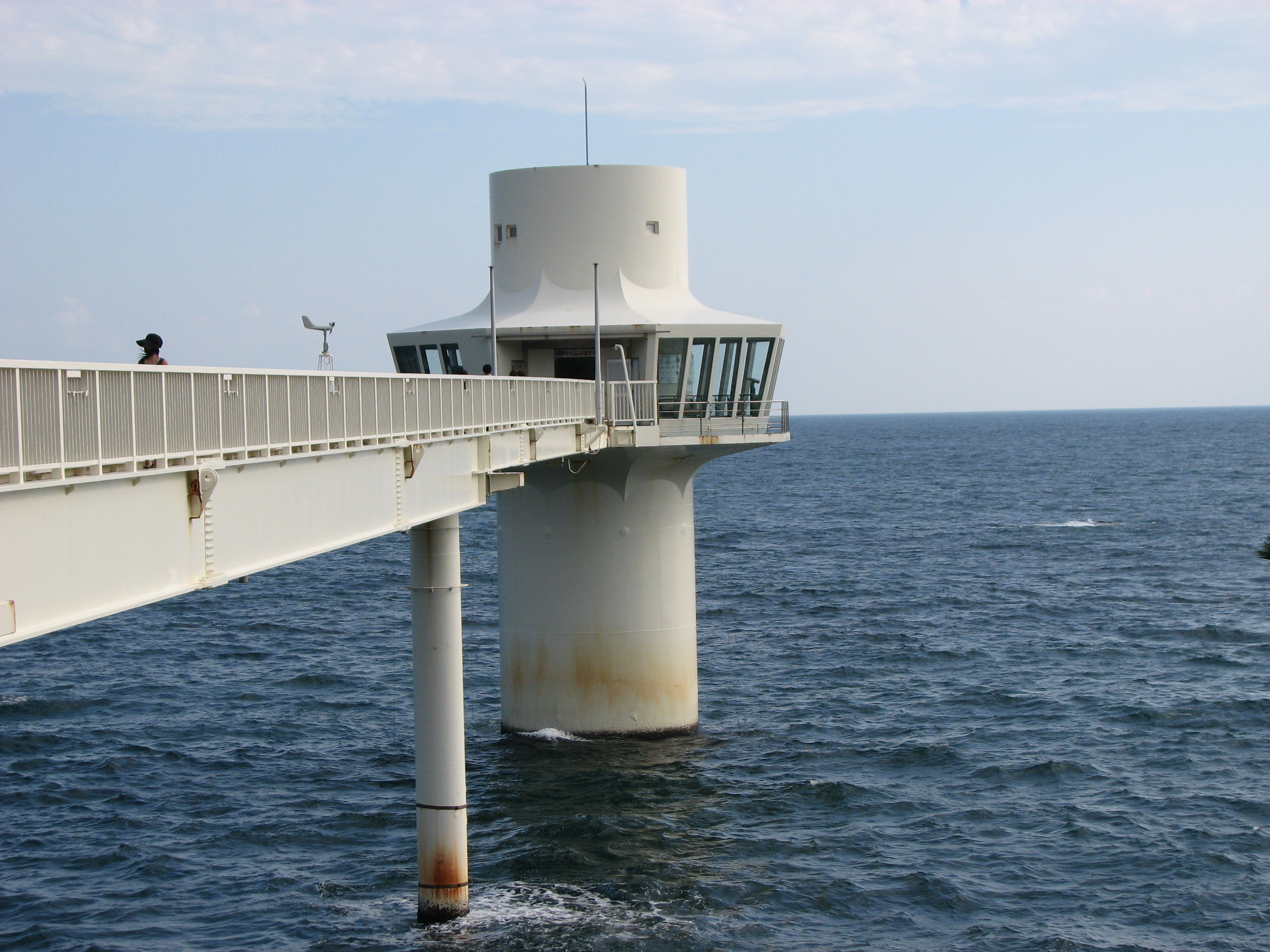
勝浦海中公園 海中展望塔

## 鵜原駅郵便局

### 沿革

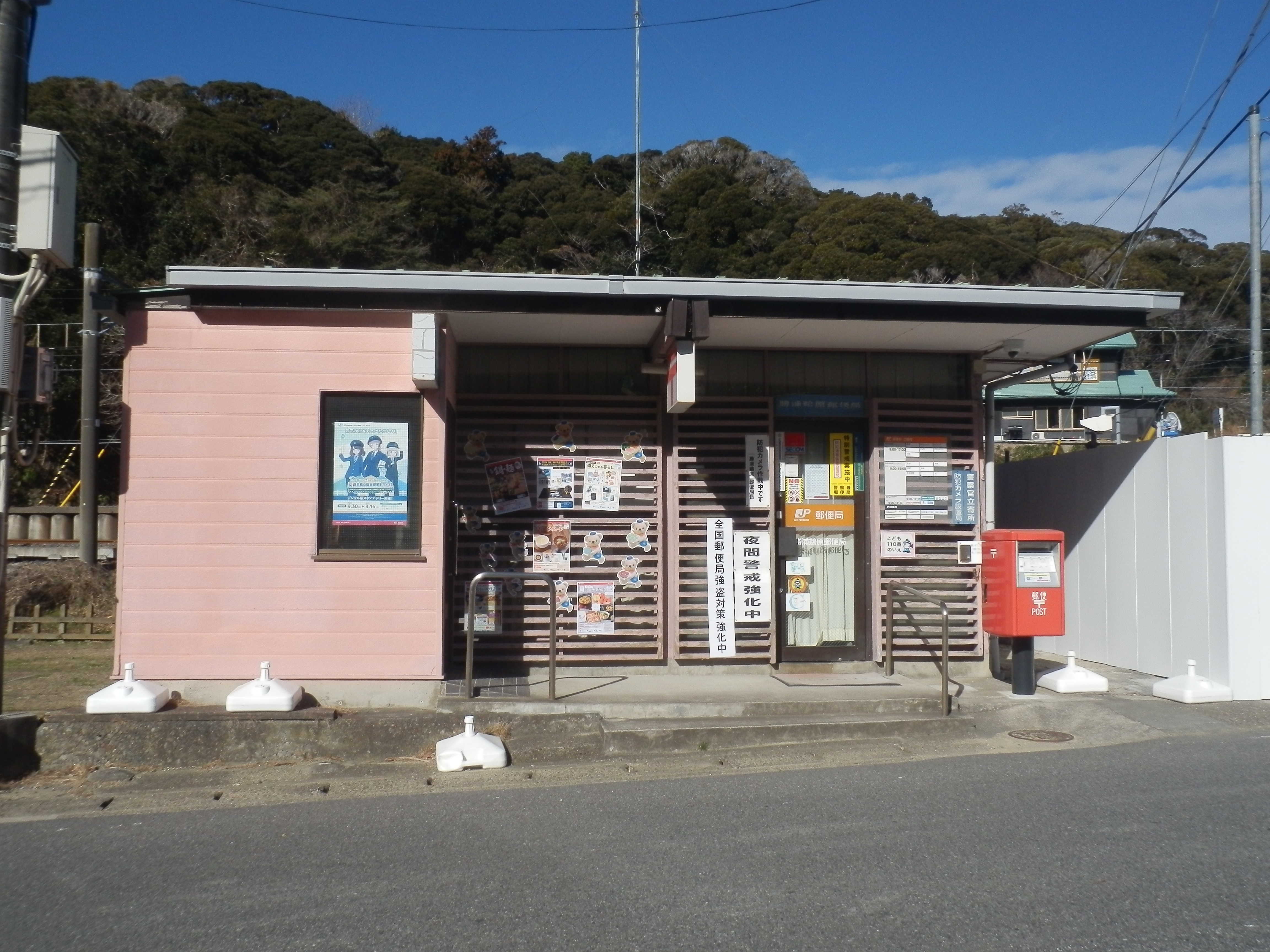
勝浦鵜原郵便局時代の局舎
（2025年1月）

- 2024年（令和6年）2月21日：「日本郵便とJR東日本の地域・社会の活性化に関する協定」に基づき[12]、当局業務と蒲須坂駅窓口業務の一体的な運営を実施すると発表[9]。
- 2025年（令和7年）
  - 5月16日：「東日本旅客鉄道株式会社、日本郵政株式会社及び日本郵便株式会社の社会課題の解決に向けた連携強化に関する協定」に基づき[13]、当局業務と鵜原駅窓口業務の一体的な運営を開始すると発表[1]。
  - 6月16日：勝浦鵜原郵便局が当敷地内に移転し、鵜原駅郵便局へ改称[1]。

### 取扱内容
- 郵便、印紙、ゆうパック[1][11]
- 貯金、為替、振替[1][11]
- 生命保険、バイク自賠責保険、がん保険[1][11]
- カタログ販売、店頭販売[1]
- ゆうちょ銀行ATM[1]
- Suicaへのチャージ、精算、列車の発車時刻および運賃の案内[注 1][1]

## 隣の駅
東日本旅客鉄道（JR東日本）
■外房線
勝浦駅 - 鵜原駅 - 上総興津駅

### 記事本文